# فرات بن ابراهیم
ابوالقاسم فرات بن ابراهیم بن فرات کوفی (وفات ۳۵۲ ه‍.ق) از مفسران قرآن در سدهٔ سوم و چهارم هجری است. مذهب او روشن نیست، برخی زیدی و برخی شیعهٔ امامی گفته‌اند و گروهی نیز به زیدی‌بودنش در آغاز و سپس بازگشتش به امامیه باور دارند. تفسیر او معروف به تفسیر فرات کوفی از کتاب‌های معتبر نزد شیعهٔ امامیه است. محمدباقر مجلسی دربارهٔ او می‌گوید: «باوجود این‌که در کتاب‌های رجال نامی از فرات بن ابراهیم نیست، اما با توجه به کتاب تفسیر او و همخوانی آن با روایات معتبری که به ما رسیده‌است و حسن نگهداری و ضبطی که در نقل احادیث داشته، حسن ظن نسبت به وی وجود دارد.»